# Tranent
Tranent – miasto w południowo-wschodniej Szkocji, w hrabstwie East Lothian, położone na wschód od Edynburga, około 2 km od wybrzeża zatoki Firth of Forth. W 2011 roku liczyło 11 642 mieszkańców.
Najstarsza odnotowana wzmianka o miejscowości pod nazwą Travernment pochodzi z XII wieku. W 1541 roku miasto uzyskało przywilej targowy. Od XIII wieku w okolicy eksploatowane były złoża węgla. Ostatnia kopalnia zamknięta została w 2000 roku.